# Деков
Деко̀в е село в Северна България. То се намира в община Белене, област Плевен.

## История
Предполага се, че общината в с. Деков, Плевенско, е започнала съществуването си още през 1622 г. По това време селото се е състояло от около 60 къщи и е имало около 400 жители. Тази година е приета за година на основаването на селото, което е приело името на някой си дядо Деко. Още по време на османската власт управлението на селото се е извършвало от българи. Не съществуват данни дали тогава общината е била самостоятелна или не.
Около 1870 г. общината е била в тогавашната Никополска околия. Свидетелство за това е заявлението, което жителите тогава са дали за построяването на църковен храм. Особени постройки в селото тогава не е имало, освен училището, което било килийно и в него са учили будни дековски синове.
С течение на времето жителите и домакинствата в селото се увеличавали. Към края на 1936 г. към Дековската община било присъединено и съседното село Татари, а като цяло общината е била вече към бившата Свищовска околия. След 1938 година общината отново става самостоятелна.

## Личности
- Неделчо Неделчев (1876 – 1925) – подпредседател на XX ОНС